# Decreto di riunione della Corsica alla Francia
Il decreto di riunione della Corsica alla Francia (in francese décret de réunion de la Corse à la France) è una delibera dell'Assemblea nazionale costituente francese, suo ultimo atto prima di sciogliersi, che permise, il 30 novembre 1789, la definitiva annessione della Corsica alla Francia dopo 21 anni di alterna amministrazione militare francese come patrimonio personale del Re di Francia.    

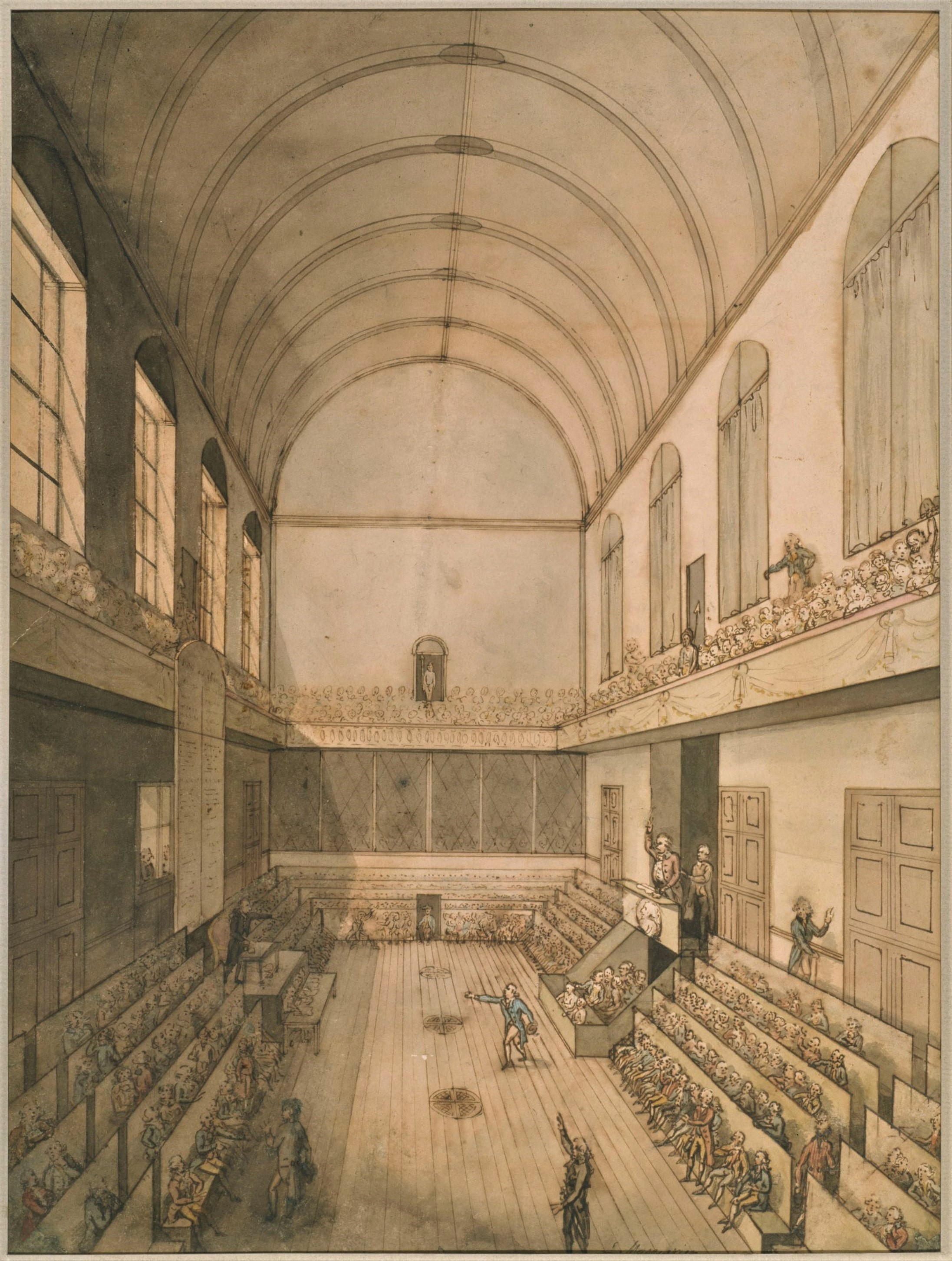
L'Assemblea nazionale costituente durante la Rivoluzione francese.

Il decreto di riunione della Corsica alla Francia, mai ratificato da un plebiscito, è stato abrogato dalla Convenzione Nazionale della Repubblica Francese nel 1795.     

## Storia
Il Regno di Francia desiderava avere un maggior controllo del Mediterraneo, quindi re Luigi XV approfittò della situazione della Repubblica di Genova in Corsica, aiutando i genovesi nella repressione delle rivolte nell'isola, fomentate da Pasquale Paoli. La Repubblica di Genova ormai stremata dal costo in vite umane del suo esercito per il controllo dell'isola, attraverso la mediazione del duca Étienne François de Choiseul con il doge Marcello Durazzo con il Trattato di Versailles, il 15 maggio 1768 firma il trattato di cessione dell'isola divenendo così patrimonio personale del Re di Francia, sotto il controllo militare francese, ma senza l'annessione ufficiale al Regno di Francia . Con l'inizio della Rivoluzione francese, la nascita dell'Assemblea nazionale costituente, con la perdita del potere di re Luigi XVI e la trasformazione del Regno di Francia da monarchia assoluta a  monarchia costituzionale, il possesso reale della Corsica era ormai considerato già anacronistico dopo solo 21 anni dal Trattato di Versailles, quindi serviva una soluzione urgente.

## I Cahiers de doléances del comune di Bastia e degli abitanti d'Ajaccio

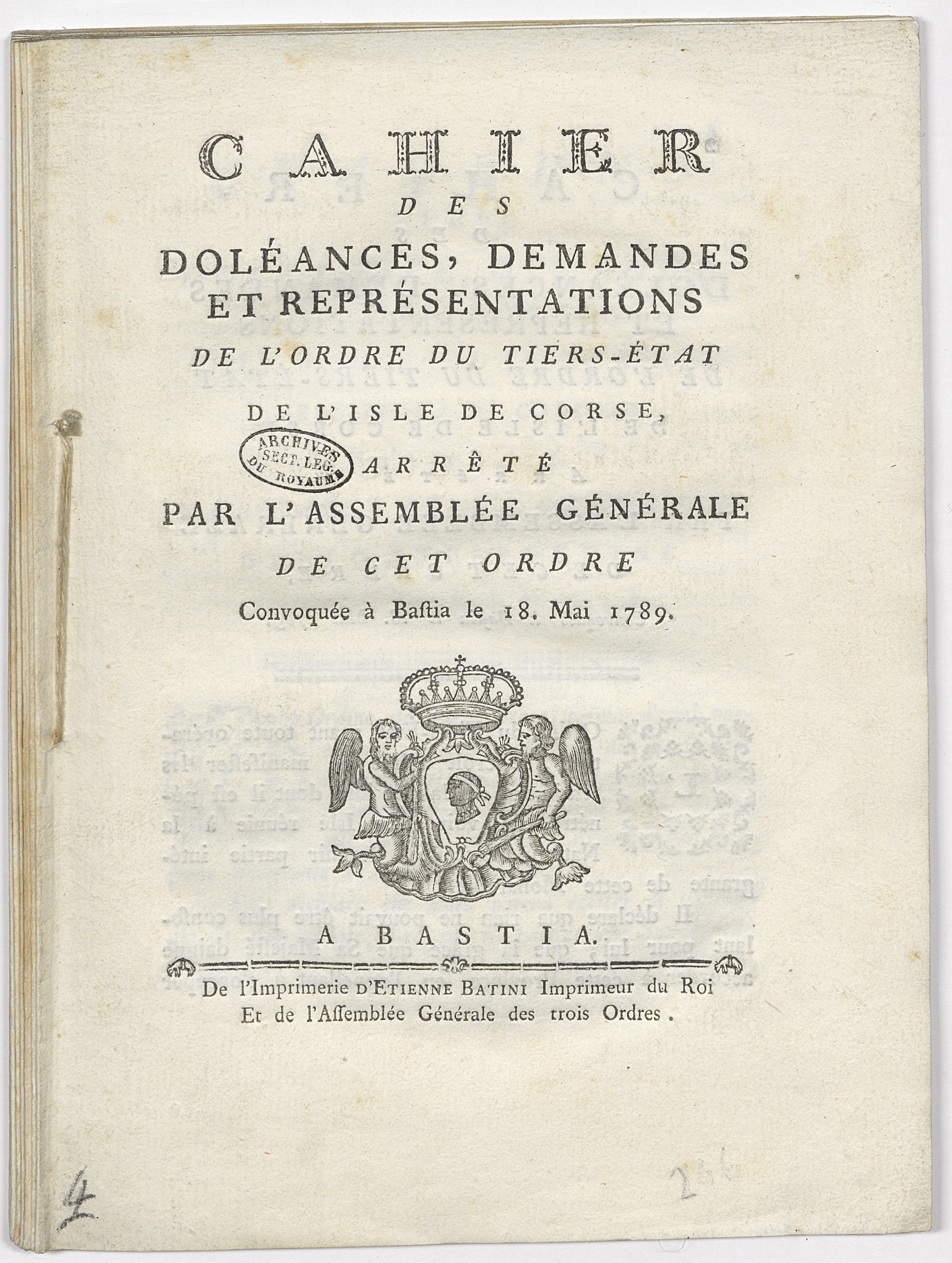
Cahier de doléances dell'Isola di Corsica del Terzo Stato, convocati a Bastia il 18 maggio 1789.

L'occasione giunse nel tardo 1789 con il Cahier de doléances  del comune di Bastia: 
Vous êtes, Messieurs, chargés par vos cahiers de demander que l'île de Corse soit déclarée partie intégrante de la monarchie et nous ne pouvons vous cacher que nous sommes très étonnés de voir que vous ne présentez jamais cette demande à l'Assemblée nationale.
Vous avez beau nous dire que votre admission comme députés nous déclare par le fait province de France, cela ne suffit pas. Le ministère nous a conquis par la force, et d'après un traité passé avec la République de Gênes, qui n'avait nullement le droit de nous céder. Pour notre sûreté et pour que nous soyons Français à jamais, ce qui est notre unique vœu, il nous faut un décret de la nation sur une demande faite par vous, Messieurs, qui êtes nos représentants librement et légalement élus.
Nous attendons votre réponse avec le plus grand empressement et soyez sûrs qu'elle décidera de la tranquillité du pays.
[...]»
Voi siete, Signori, incaricati dai vostri cahiers di richiedere che l'isola della Corsica sia dichiarata parte integrante della monarchia e non possiamo nasconderevi che siamo molto sorpresi di vedere che non presentiate questa richiesta all'Assemblea nazionale.
È bello ci raccontiate che la vostra ammissione come deputati ci dichiari di fatto provincia di Francia, non è sufficiente. Il ministero ci ha conquistato con la forza, e in base a un trattato firmato con la Repubblica di Genova, che non aveva per nulla il diritto di cederci. Per la nostra sicurezza e per che fossimo Francesi per sempre, che è il nostro unico proposito, abbiamo bisogno di decreto della nazione su una richiesta fatta da voi, Signori, che siete i nostri rappresentanti liberamente e legalmente eletti.
Attendiamo la vostra risposta con la più grande trepidazione e siate sicuri che questa deciderà della tranquillità del paese.
[...]»
(Galearni, Guasco e Morati, membri del comune di Bastia)
seguì poco dopo il Cahier de doléances degli abitanti d'Ajaccio:
[Le] vœu général [du peuple corse], exprimé librement dans ses cahiers, est d'être réuni à la nation française devenue libre, et [...] toute sa crainte est d'être remis sous le joug des Génois, ou de continuer d'être gouverné militairement, comme il l'a été jusqu'à ce jour.»
[Il] proposito generale [del popolo corso], espresso liberamente nei suoi cahiers, è di essere riunito alla nazione francese divenuta libera, e [...] tutta la sua paura è di essere rimesso sotto il giogo dei Genovesi, o di continuare ad essere governato militarmente, come lo è stato fino a questo giorno.»
(I rappresentanti degli abitanti di Ajaccio)

## La decisione del Saliceti
La Corsica era rappresentata all'Assemblea nazionale costituente da quattro deputati . Il Saliceti quindi decise di prendere la decisione di proporre all'Assemblea nazionale costituente , l'annessione dell'isola al Regno di Francia, dopo aver letto i due Cahier de doléances del comune di Bastia e degli abitanti di Ajaccio e formulato un breve discorso all'Assemblea:

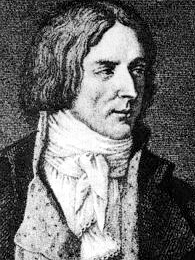
Antoine Christophe Saliceti, artefice dell'annessione definitiva della Corsica alla Francia nel 1789.

(Antoine Saliceti, proposta di decreto all'Assemblea nazionale costituente, 30 novembre 1789)

## Il decreto
Il decreto quindi venne votato all'unanimità dall'Assemblea nazionale costituente poco prima di sciogliersi:
(Decreto di riunione della Corsica alla Francia, 30 novembre 1789)

## Entrata in vigore del decreto

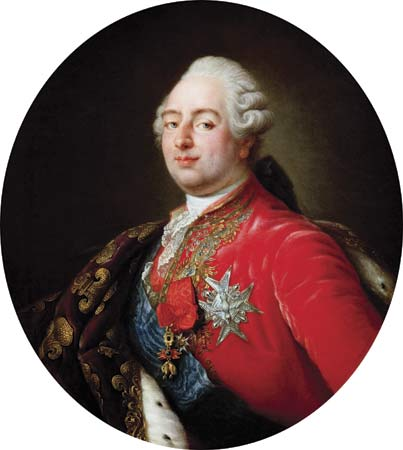
Luigi XVI.

Entrò in vigore dopo poco tempo, con l'assenso reale di re Luigi XVI a cui seguirono le lettere patenti reali del gennaio 1790. Con una legge del 22 dicembre 1789 la Corsica era già stata divisa nei dipartimenti francesi del Golo (capoluogo Bastia) e del Liamone (capoluogo Ajaccio), mentre i loro confini furono fissati il 26 febbraio 1790 e resi effettivi il  4 marzo 1790: la Corsica ormai era ufficialmente annessa alla Francia.

## Reazioni
Il giovane ufficiale e futuro Imperatore dei Francesi Napoleone Bonaparte scrisse poco dopo il decreto "ormai, non ci separa più il mare [dalla Francia continentale]", mentre l'indipendentista Pasquale Paoli scrisse "l'unione con la libera nazione francese non è servitù ma partecipazione di diritto".